# Palingsound
Palingsound is het kenmerkende geluid van de palingpop, een soort popmuziek die door sommige Volendamse artiesten en groepen wordt geschreven en gezongen.
Bekende vertegenwoordigers van dit genre zijn The Cats (in de periode 1968-1973), Left Side, BZN (in de periode 1977-2007), Nick & Simon (2006-2023), Piet Veerman (ex-The Cats), Jan Keizer (ex-BZN), Anny Schilder (ex-BZN), Carola Smit (ex-BZN), Maribelle, Jan Smit, Monique Smit en Martine Bond. 

## Geschiedenis

### The Cats
De oorsprong van de palingsound ligt bij The Cats (1964-1985). Zij waren de eerste Volendamse band die een plaat opnam en speelden aanvankelijk vooral beatmuziek. Na enkele jaren wijzigde hun muziekstijl en kwam de nadruk steeds meer te liggen op muziekstukken die ze met meer melodie en in harmonie zongen. Na de wisseling van de leadzanger in 1968 werd de dramatiek in het stemgeluid van Piet Veerman klankbepalend.
Met hun lyrische, melodieuze en enigszins weemoedige muziek legden The Cats de basis voor de palingsound. Deze stijl geldt voor The Cats vooral in de periode van 1968 tot en met 1973. Hierbij gaat het niet alleen om de inbreng van de band maar ook om de afwerking in de studio. Belangrijke onderdelen zijn daarom ook de aankleding met melodieuze arrangementen van voormalig jazzmusicus Wim Jongbloed en de continentaal Europese wijze van mixen van de producer Klaas Leyen.
Jip Golsteijn over hun stijl: "The Cats hebben wonderlijk en zonder dat ze dat per se wilden of zelfs maar beseften de rhythm-and-blues van The Coasters en The Drifters, zeg maar de Atlantic blues, gemengd met Volendammer katholieke koorzang. Ze waren eigenlijk olie en water aan het mengen en het lukte nog ook."

### Andere bands
De stijl vond navolging bij veel andere Volendamse artiesten, zoals Maddog, Left Side, Next One en vanaf 1977 (het aantreden van Anny Schilder) BZN.
De palingsound beperkt zich niet alleen tot Engelstalige bands. Ook de muziek van bijvoorbeeld Jan Smit, Nick & Simon en Monique Smit wordt tot dit genre gerekend.

## Naam
De muziek van The Cats kreeg al in die beginperiode de naam palingsound mee. Een vroege vermelding is bijvoorbeeld van Het Vrije Volk in maart 1968, dat hun debuutalbum aangekondigde met: "... de sound is volgens kenners 'een typische palingsound'." Deze naam werd bedacht door Veronica-dj Joost den Draaijer en verwijst naar de palingvisserij waar Volendam bekend om staat. Wat ook meespeelde was dat Cats-manager Jan Buijs tijdens het pluggen altijd een pondje paling voor Den Draaijer meenam.
De naam wordt niet door alle Volendamse musici als positief ervaren. In februari 2008 ontstond er bijvoorbeeld bij de groep 3JS ergernis toen hun bandnaam in één adem genoemd werd met deze muziekstroming. Ook waren de bandleden van The Cats er eerst niet gelukkig mee en zagen ze het als een spotnaam. Door de successen werd dat later anders.

## Museum
In Volendam bevindt zich het Palingsoundmuseum op de eerste verdieping boven een restaurant. Hier zijn collages, attributen, muziekinstrumenten, foto's, en platina- en gouden platen van artiesten uit het genre tentoongesteld.